# Muckov (Bor)
Muckov německy Mutzken) je osada, část města Bor v okrese Tachov v Plzeňském kraji. Nachází se asi 3,5 kilometru jihozápadně od Boru. Prochází zde silnice II/605.  Muckov leží v katastrálním území Vysočany u Boru o výměře 7,84 km².

## Historie
První písemná zmínka o vesnici pochází z roku 1379 a obec v ní má český název Muczkow. V roce 1388 ji vlastnil Pawlik de Muczkova a roku 1454 Swojše ze Švamberka,, pravděpodobně jeden z nich dal postavit tvrz.
Do roku 1950 byla osada součástí obce Vysočany a od roku 1961 je součástí města Bor.[zdroj?]

## Obyvatelstvo
| Rok            | 1869 | 1880 | 1890 | 1900 | 1910 | 1921 | 1930 | 1950 | 1961 | 1970 | 1980 | 1991 | 2001 | 2011 | 2021 |
| -------------- | ---- | ---- | ---- | ---- | ---- | ---- | ---- | ---- | ---- | ---- | ---- | ---- | ---- | ---- | ---- |
| Počet obyvatel | 57   | 51   | 51   | 46   | 57   | 66   | 70   | 44   | 39   | 25   | 10   | 6    | 13   | 8    | 5    |
| Počet domů     | 8    | 9    | 8    | 10   | 9    | 9    | 10   | 7    | 9    | 4    | 3    | 2    | 3    | 4    | 5    |

## Obecní správa
Při sčítání lidu v letech 1850–1963 Muckov byl osadou obce Vysočany v okrese Tachov. Od roku 1964 je částí města Bor v okrese Tachov.

## Pamětihodnosti
- Hospodářský dvůr – podle  řádkového kvádříkového zdiva v něm byly identifikovány fragmenty středověké tvrze, přestavěné v době baroka[9]
- Muckovská alej – 166 památných stromů, stojí od Muckovského rybníka podél silnice k Velkým Dvorcům[10]